# Operacija Snov
Operacija Snov (izvirno angleško Operation Substance)  je bila velika britanska logistična vojaška operacija druge svetovne vojne; potekala je med 11. in 24. julijem 1941. 

## Potek
11. julija je iz ustja škotske reke Clyde odplul konvoj 6 tovornih in 1 transportne ladje, ki so čez 8 dni prispele v Gibraltar.
Operacija se je pričela, ko se je konvoju pridružila Force H (1 bojna ladja, 3 lahke križarke, 1 križarka-minopolagalka in desantni rušilci) ter so 21. julija izpluli proti Malti. 23. julija so italijanska torpedna letala napadla konvoj in močno poškodovali eno križarko in en rušilec (le-tega morajo nato potopiti). Na Malto so priplule vse tovorne ladje. Force H je nato prevzela v varstvo 7 praznih tovornih ladij, ki so odplule proti Gibraltarju.